# Los Americans
Лос Американци (Engleski: Los Americans) је серија из осам делова, која је усмерена на неколико генерација, са средњим нивоом прихода, латино породица живи у Лос Анђелесу. Емисију је написао и режирао Денис Леони и објављена у 2011. години.

## Прича
Породица Валенцуела се бави многим питањима са којима се суочавају данас Америчке породице, укључујући ниво незапослености, културни идентитет и алкохолизам.

### Епизоде
| Број | име                       | Опис |
| ---- | ------------------------- | --- |
| 8    | "Идемо у Мексико"         | Иако сви брину о изазовима које Ариелина трудноћа представља породици, Ли је коначно пронашао свој савршени посао из снова. Ствари се одвијају од лоших до ужасних, када је Пилар одузета имиграционим и царинском службом, коју је очигледно позвао Викторијин супруг Џејк. Као со на рану, Лиев интервју за посао из снова постаје ноћна мора.                                                     |
| 7    | "Истина боли"             | У покушају да заштити Ариел од њене злобне мајке, Валенцуелас је води у другу кућу. Али, то не зауставља Ариелину мајку да изазива Алму, што је прерасло у физички сукоб, пред свим комшијама. Ли упознаје Викторијиног мужа, који има проблема са Лием, који помаже својој супрузи, као и људима који живе у кући Валенцуела, и чини се да су сви ти људи стварали немире у свом мирном сусједству. |
| 6    | "Тајне"                   | У покушају да заштити Ариел од њене злобне мајке, Валенцуелас је води у другу кућу. Али, то не зауставља Ариелину мајку да изазива Алму, што је прерасло у физички сукоб, пред свим комшијама. Ли упознаје Викторијиног мужа, који има проблема са Лием, који помаже својој супрузи, као и људима који живе у кући Валенцуела, и чини се да су сви ти људи стварали немире у свом мирном суседству.  |
| 5    | "Не Уведи Нас У Искушење" | Када Ли помаже лепој новој комшиници Викторији, да покрене свој ауто, поклон чоколадних колача покреће ланац кривице, преваре, лажи, зависти и лицемерја. Све ово изгледа прилично тривијално, када су Ли и Алма открили да је Павлова петнаестогодишња пријатељица Ариел трудна. Али, ништа од тога не може да се пореди са оним што они осећају, када их Павле погоди својим открићем.             |
| 4    | "Породична Реликвија"     | Ли, Алма, Мемо и Пилар се враћају да пронађу онесвешћену Џенифер, у рукама дечака кога је позвала. Ли и Алма су љути на Џенифер због позивања дечака да пију до бесвести, али су бесни и на Луцију због пијанства, онесвешћивања и остављања деце незаштићеним . Научене су тешке лекције о проблемима које је алкохолизам увек стварао за породицу Валенцуела.                                      |
| 3    | "Наслеђе"                 | Мемо добија посао пре Лиа, што подстиче прославу, која иде наопако. Са родитељима, који су напољу, Луција је превише попила, изгубила свест, и седамнаестогодишња Џенифер позива неке пријатеље мушког пола на журку, која доводи до тога да она пије превише и такође се онесвести, остављајући је рањивом... према ономе што момци желе да раде.                                                   |
| 2    | "Риба и гости"            | Валенцуелас покушава да се прилагоди кући чудних рођака који живе у њиховом дому, растућем проблему Луције са алкохолом и Лиовој борби са изгледом за његову будућу незапосленост и губитак прихода. Пилар, невенчана супруга Мемоа, изненађује Лиа својом великодушношћу. |
| 1    | "Срећан Рођендан"         | Леандро (или "Ли", како он воли да га зову) Валенцуелов идилички приградски свет је потресен, јер се носи са губитком посла, мајчиним алкохолизмом и три нова госта - његов рођак Мемо, кога није видео тридесет година , Мемова невенчана супруга и њихов син са прекомерном тежином. Написао Ричард Цумингс Јр.                                                                                    |

## Појављивања
- Есаи Моралес као Леандро Валенцуела
- Лупе Онтиверос као Луција Валенцуела
- ХК Гонзалез као Пол Валенцуела
- Рејмонд Круз као Meмо
- Тони Плана као Maкс
- Ивон Делароса као Алма Валенцуела
- Ана Вилафан као Џенифер Валенцуела

## Награде и признања
The Imagen Foundation - Најбољи Драмски Веб Тв Серије, 2012
Алан Гренли, потпредседник програма, једне привреде рекао је да је "ова серија ангажовање драме, која ће помоћи милионима гледалаца да предузму мере да побољшају свој живот и да доносе информисане одлуке".
Инди велики број награда, номинован, Иса - Најбоља споредна глумица - драма, 2012  Лупе Онтиверос
Инди велики број награда номинировали, Иса - Бест суппортинг ацтор - драма, 2012  Рејмонд Круз